# Unatù Endisciau
Unatù Endisciau (Teruboccò Delontà, 1917 – Debre Tabor, ottobre 1941) è stato un militare etiope decorato con la medaglia d'oro al valor militare alla memoria, una delle due sole conferite a soldati indigeni dei reparti coloniali italiani.

## Biografia
Durante la battaglia di Culqualber, episodio della campagna dell'Africa Orientale Italiana, dopo la caduta del ridotto di Debre Tabor non volle arrendersi al nemico e decise di portare in salvo il gagliardetto del suo reparto nelle proprie retrovie.
In una lettera il federale di Gondar esaltava lo spirito di sacrificio dei fedelissimi soldati coloniali che resistevano in Africa Orientale Italiana, da quelli che a Matemmà avevano fermato con i loro petti i carri armati, a quelli delle bande di confine che avevano catturato un comandante inglese, agli eroi del presidio di Uolchefit che erano andati a Gondar per continuare la lotta, accennando specialmente nella lettera ad un graduato Amhara, Unatù Endisciau, muntaz del LXXIX battaglione coloniale, che, dopo essersi rifiutato di arrendersi, raggiungeva con pochi ascari animosi le retrostanti linee italiane di difesa per portare in salvo il gagliardetto del proprio battaglione, riuscendo, sebbene gravemente ferito, a consegnarlo in mani italiane e spirando poco dopo.